# Bones and All
Bones and All è un film del 2022 diretto e co-prodotto da Luca Guadagnino e interpretato da Taylor Russell e Timothée Chalamet.
La pellicola è l'adattamento cinematografico del romanzo Fino all'osso di Camille DeAngelis.

## Trama
1988, Virginia: l'adolescente Maren Yearly sgattaiola fuori casa per partecipare a un pigiama party con i suoi compagni di classe, dove morde il dito di una ragazza, recidendolo parzialmente. Mentre torna a casa ancora coperta di sangue, suo padre Frank la trasferisce rapidamente nel Maryland. Poco dopo il diciottesimo compleanno di Maren, Frank la abbandona, lasciandosi dietro dei soldi, il suo certificato di nascita e una cassetta. Nel nastro racconta la storia del primo episodio cannibalistico di Maren, quando ha ucciso la sua babysitter all'età di tre anni. Mentre incidenti simili continuavano a verificarsi nel corso degli anni, sebbene Frank aiutasse sua figlia a sfuggire alle conseguenze, divenne sempre più angosciato per la sua apparente mancanza di rimorso. Conclude con la speranza che un giorno imparerà a superare i suoi impulsi.
Maren decide di andare in Minnesota, che è indicato come il luogo di nascita di sua madre, Janelle, che ha lasciato lei e Frank quando Maren era solo una bambina. Viene avvicinata a una stazione degli autobus a Columbus da Sully, un uomo eccentrico e compagno "mangiatore", che la informa che i loro simili possono identificarsi l'un l'altro con l'odore. La conduce in una casa in cui la proprietaria, una donna anziana, è prossima alla morte. Maren si sveglia al mattino e trova Sully che divora il cadavere della donna e si unisce a lui. Sully sembra interessato a prendere Maren sotto la sua ala protettrice, ma lei subito dopo fugge di casa.
Durante il taccheggio di provviste in Indiana, Maren difende una donna dalle molestie di un cliente. Dopo aver assistito alla scena, un giovane di nome Lee si oppone al cliente; Maren in seguito trova Lee fuori, che si è appena nutrito dell'uomo. Lee ruba il camion della sua vittima e si offre di portare con sé Maren, accettando di aiutarla a trovare sua madre dopo aver passato la notte nella casa vuota dell'uomo. Mentre intraprendono un viaggio attraverso il paese, i due si innamorano. Durante un breve soggiorno nella città natale di Lee nel Kentucky, Maren nota la sua riluttanza a discutere alcuni aspetti del suo passato, come l'assenza di suo padre e il motivo per cui Lee evita di essere visto in giro per la città. Sua sorella minore, Kayla, ignara della sua vera natura, lo rimprovera per le sue continue partenze e arrivi senza preavviso.
Ad un certo punto, Maren e Lee vengono avvicinati da quella che sembra essere un'altra coppia di mangiatori, Jake e Brad. Tuttavia, Maren è disgustata dalla rivelazione che Brad mangia le persone per scelta, non perché sente un forte bisogno sin dalla nascita come loro. Jake parla anche dell'intensità dell'esperienza di consumare un corpo nella sua interezza "fino all'osso" piuttosto che nutrirsi solo della sua carne, sebbene Lee e Maren siano inizialmente scettici. Innervositi, se ne vanno una volta che gli uomini si sono addormentati. Dopo che Maren ha dichiarato di avere fame durante una sosta ad un Luna Park, Lee incontra un lavoratore di uno stand, ha un rapporto sessuale con lui e subito dopo lo uccide. Dopo aver banchettato con il corpo, Maren è sopraffatta dal senso di colpa scoprendo che l'uomo era sposato e aveva una famiglia, il che porta a una discussione con Lee.
Maren riesce a localizzare a Bagley la casa di sua nonna materna, Barbara, che non era a conoscenza della sua esistenza. Barbara le dice che Janelle, che lei e suo marito hanno adottato alla nascita, si è ricoverata volontariamente in un ospedale psichiatrico a Fergus Falls diversi anni prima. Maren finalmente si riunisce con sua madre e rimane scioccata nello scoprire che la donna si è auto-cannibalizzata le sue stesse mani. Legge una lettera che Janelle le ha scritto nel caso si dovessero incontrare di nuovo, che si conclude con la convinzione di Janelle che per Maren sarebbe meglio morire che vivere come un "mostro". Janelle quindi attacca sua figlia prima di essere trattenuta da un'infermiera. Rifiutandosi di seguire la stessa strada di sua madre, Maren se ne va mentre Lee dorme e viene presto avvicinata da Sully, che l'ha seguita. Lei rifiuta la sua offerta di diventare compagni, portandolo a maledirla con rabbia prima di partire. Una volta che si rende conto che Maren se n'è andata, un devastato Lee decide di tornare a casa.
Maren alla fine torna in Kentucky. Si imbatte in Kayla, che rivela il motivo per cui Lee non torna alla sua cittadina di origine: suo padre alcolizzato e violento una sera picchiò ferocemente entrambi i figli, Lee disse a sua sorella di fuggire fuori città per un po', dopo che lei aveva chiamato la polizia. Al suo rientro trovò Lee insanguinato, e la polizia per questo lo considerò il principale sospettato. Lee venne poi scagionato dal coinvolgimento una volta dimostrato che il sangue trovato su di lui era il proprio, e non quello di suo padre. Subito dopo Maren si riunisce con Lee, riallacciando la relazione. I due decidono di viaggiare verso ovest. Lee dice a Maren che si è reso conto che anche suo padre era un mangiatore, dopo che lui ha provato a sbranare Lee durante la loro colluttazione. In seguito confessa in lacrime di aver nascosto suo padre ancora vivo prima di nutrirsi di lui e che gli è piaciuto il brivido che gli ha dato. Chiede a Maren se pensa che sia una persona cattiva, ma lei dichiara il suo amore per lui.
Qualche tempo dopo, vivono felici ad Ann Arbor, Michigan, dove Maren lavora in una libreria universitaria. Un giorno torna a casa e scopre che Sully è entrato nel loro appartamento e l'uomo la minaccia con un coltello. Dopo il ritorno a casa di Lee, la coppia riesce a uccidere Sully, ma Lee viene ferito a morte nella lotta. Durante la ricerca nella borsa di Sully, Maren trova le ciocche dei capelli di Kayla, così i due si rendono conto che la ragazza è caduta vittima di Sully. Mentre giace tra le braccia di Maren, Lee esprime il desiderio che Maren lo mangi mentre muore, "fino all'osso", cosa che Maren all'inizio rifiuta disperatamente, ma alla fine esegue, capendo quanto quella richiesta di Lee sia un grande atto d'amore nei suoi confronti. Il film finisce con un flashback che mostra Maren e Lee mano per la mano di fronte all'orizzonte, chiaro segno che Maren si è cibata "fino all'osso" di Lee, e lui quindi farà parte di lei per sempre.

## Produzione

### Sviluppo
Il 28 gennaio 2021 è stato annunciato che Timothée Chalamet, anche produttore, e Taylor Russell sarebbero stati i protagonisti dell'adattamento cinematografico del romanzo di Camille DeAngelis Bones & All, con Luca Guadagnino alla regia.
Il film è interamente finanziato da società italiane.

### Cast
Nel maggio del 2021, Mark Rylance, Michael Stuhlbarg, André Holland, Jessica Harper, Chloë Sevigny, Francesca Scorsese e David Gordon Green si sono uniti al cast.

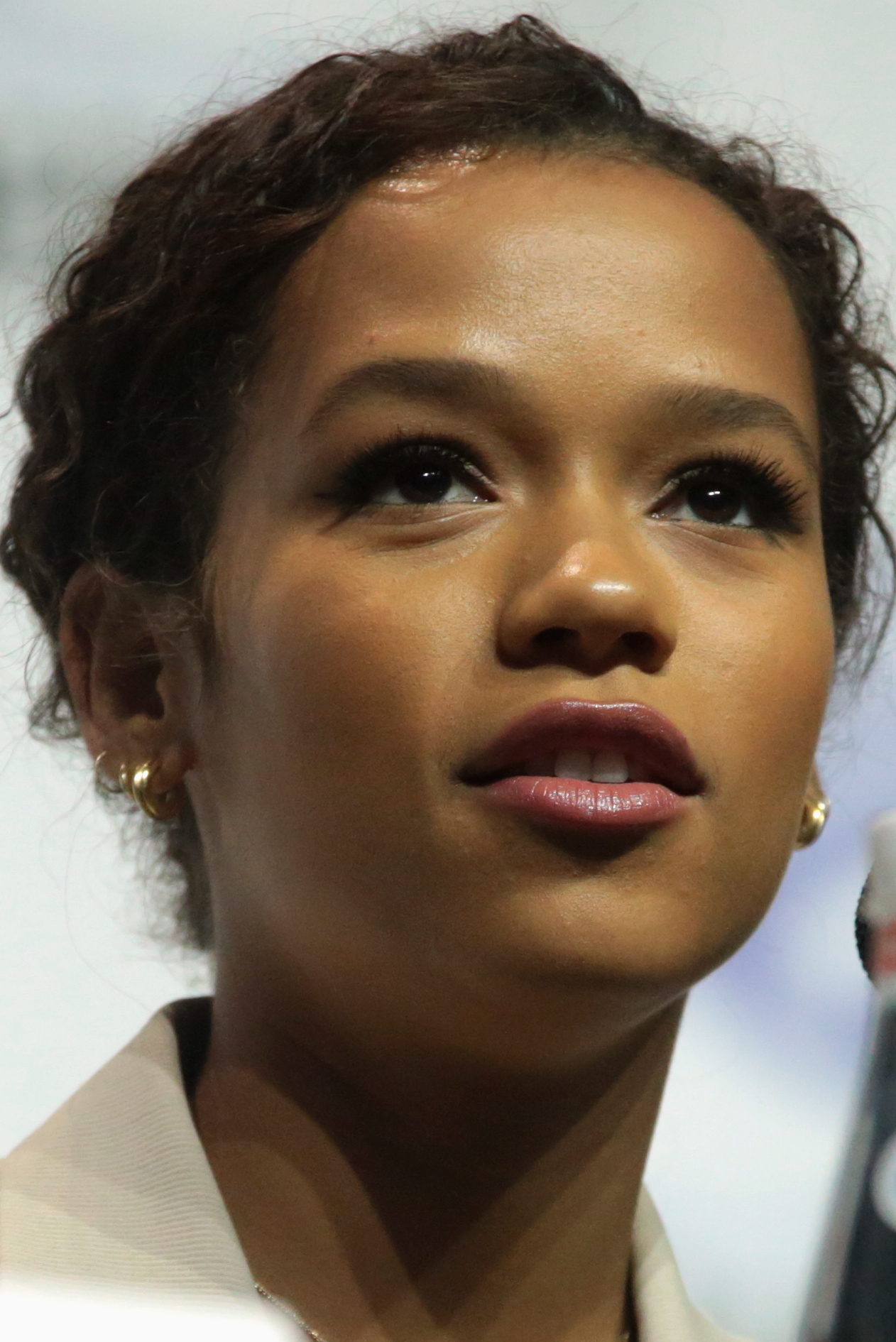
Taylor Russell interpreta Maren Yearly
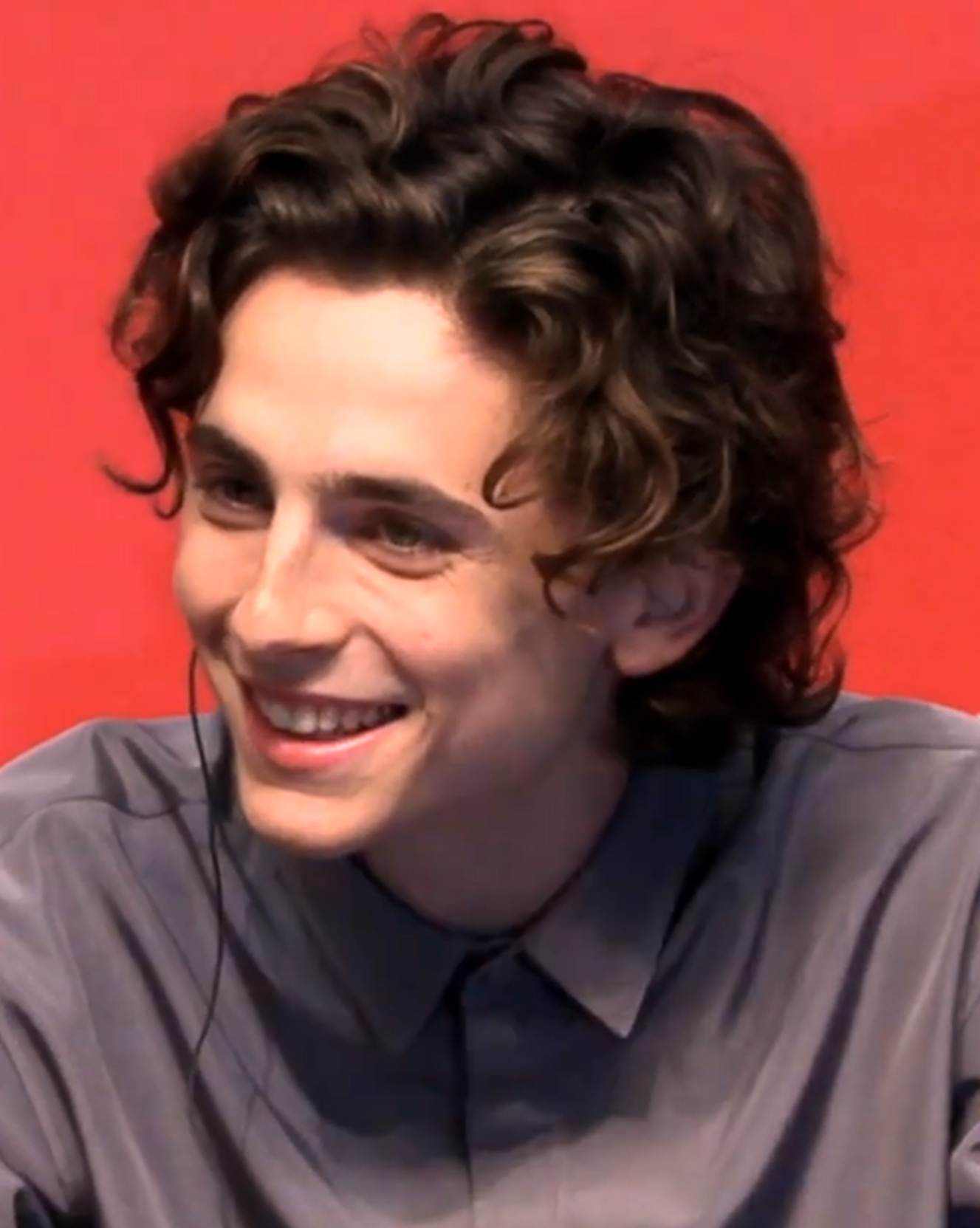
Timothée Chalamet interpreta Lee
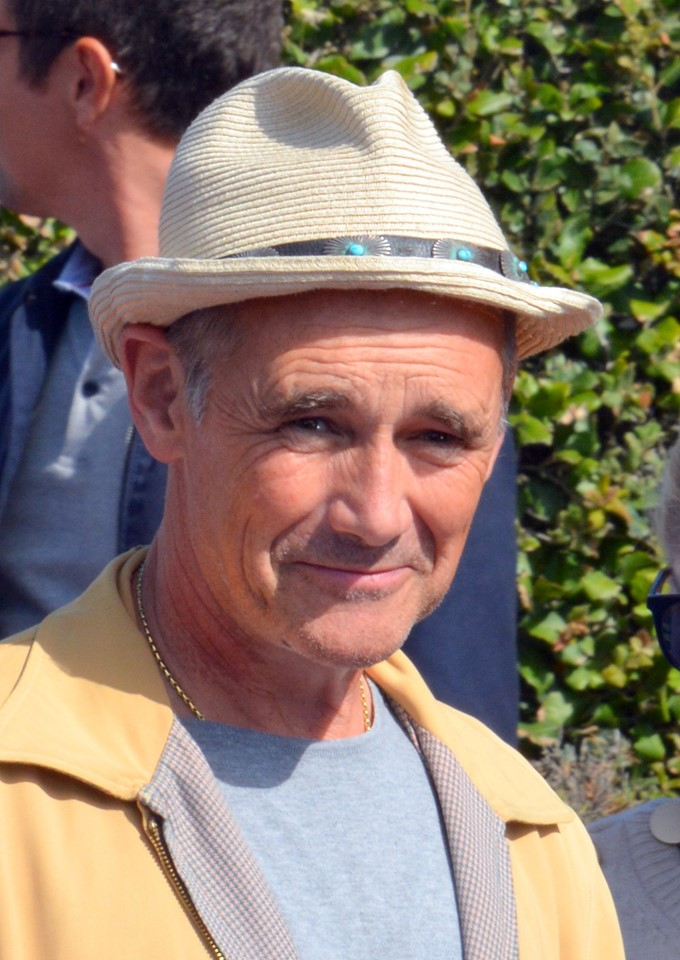
Mark Rylance interpreta Sully
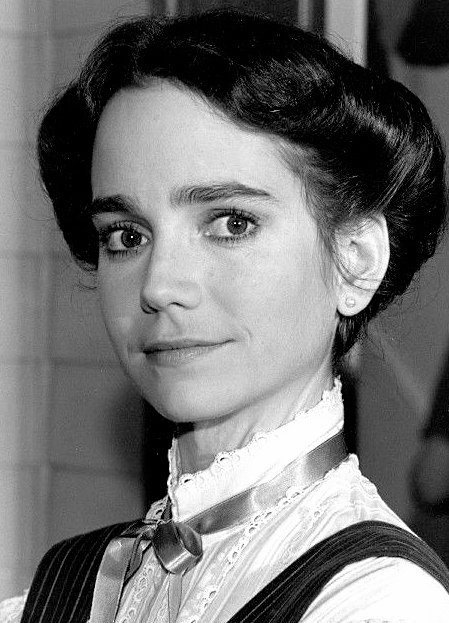
Jessica Harper interpreta Barbara Kerns

### Riprese
Le riprese sono iniziate a maggio 2021 a Cincinnati, in Ohio, e sono terminate nel luglio successivo. È il primo film di Guadagnino ambientato e girato interamente negli Stati Uniti.

## Colonna sonora
Le musiche del film sono state composte da Trent Reznor e Atticus Ross, già collaboratori di Guadagnino.

## Promozione
Il teaser trailer è stato diffuso online il 10 agosto 2022.

## Distribuzione
La pellicola è stata presentata in anteprima mondiale il 2 settembre 2022 alla 79ª Mostra internazionale d'arte cinematografica di Venezia; è stata poi successivamente proiettata anche al New York Film Festival, al Telluride Film Festival e al London Film Festival.
Il film è uscito nelle sale cinematografiche statunitensi, dalla Metro-Goldwyn-Mayer il 23 novembre 2022, mentre in Italia è stato distribuito dalla Vision Distribution, diventando quindi l'Italia l'unico paese al mondo ad avere un'azienda di distribuzione a sé.

### Edizioni home video
Il film è disponibile in formato digitale dal 13 dicembre 2022 e in Blu-ray dal 31 gennaio 2023.

## Accoglienza

### Incassi
La pellicola ha incassato 7834907 $ negli Stati Uniti e 7400000 $ nel resto del mondo, di cui 1407309 $ in Italia, per un totale di 15234907 $.

### Critica
Sul sito web Rotten Tomatoes il film riceve l'82% delle recensioni professionali positive con un voto medio di 7,4/10, basato su 289 recensioni; su Metacritic il film ottiene un punteggio medio ponderato di 74 su 100, basato su 54 critiche.
Ricevendo alla 79ª Mostra internazionale d'arte cinematografica di Venezia una standing ovation di ben 10 minuti, Bones and All è stato poi definito da Peter Bradshaw, per The Guardian, come «un film stravagante e oltraggioso: spaventoso, aspro e sorprendente nel suo distorto idealismo romantico», assegnandogli una piena valutazione di 5 stelle. La rivista Sentieri selvaggi ha definito quello di Guadagnino «un film che riesce a rappresentare l’irrappresentabile al cinema, ovvero ciò di cui siamo fatti noi umani…»
Lavorando nel Time, Stephanie Zacharek ha scritto: «Questo film è meticolosamente romantico. È così accuratamente realizzato e così bello da guardare, anche nella sua forma più macabra, che finisce per sembrare un po' remoto, piuttosto per un film così attraente», lodando la regia di Guadagnino e le interpretazioni del cast, in particolare della protagonista Russell, definendola «indimenticabile». Sull'Hollywood Reporter Bones and All è stato descritto come «stranamente toccante, quasi poetico!», elogiato per la regia, le interpretazioni del cast e la fotografia; stessa descrizione ha offerto John Bleasdale, scrivendo su Sight & Sound.
Per la statunitense Vanity Fair, Richard Lawson ha definito il film un road movie «al contempo faticoso e avvincente», ma alla fine «un film insoddisfacente, soltanto un contorno decente delle vere capacità di Guadagnino».

## Riconoscimenti
- 2022 – Mostra internazionale d'arte cinematografica di Venezia[32]
  - Premio Marcello Mastroianni a Taylor Russell[33]
  - Leone d'argento alla regia a Luca Guadagnino[34]
  - Candidatura al Leone d'oro al miglior film a Luca Guadagnino
- 2023 - David di Donatello
  - Candidatura al Miglior film straniero
- 2022 – Gotham Independent Film Awards[35]
  - Candidatura alla miglior interprete protagonista a Taylor Russell
  - Candidatura al miglior interprete non protagonista a Mark Rylance
- 2022 – Chicago Film Critics Association[36]
  - Candidatura al miglior attore non protagonista a Mark Rylance
  - Candidatura alla miglior sceneggiatura non originale a David Kajganich
- 2023 – San Diego Film Critics Society[37]
  - Candidatura al miglior attore non protagonista a Mark Rylance
  - Candidatura alla miglior sceneggiatura non originale a David Kajganich
  - Candidatura alla miglior giovane attrice a Taylor Russell
- 2023 – Austin Film Critics Association[38]
  - Candidatura al miglior attore non protagonista a Mark Rylance
  - Candidatura per la miglior sceneggiatura non originale a David Kajganich
- 2023 – Houston Film Critics Society[39]
  - Candidatura al miglior attore non protagonista a Mark Rylance
- 2023 – Hollywood Critics Association Awards[40]
  - Candidatura per il miglior film horror
- 2023 – Independent Spirit Awards[41]
  - Candidatura per il miglior cast a Timothée Chalamet, Francesco Melzi d'Eril, Luca Guadagnino, David Kajganich, Lorenzo Mieli, Marco Morabito, Gabriele Moratti, Theresa Park e Peter Spears
  - Candidatura alla miglior attrice protagonista a Taylor Russell
  - Candidatura al miglior attore protagonista a Mark Rylance

## Casi mediatici
Nel corso delle riprese a Cincinnati, la troupe di Bones and All ha subito vari furti alle auto, fatto che ha spinto la casa di produzione a richiedere 50000 $ per una maggiore sicurezza al sindaco della città. Sebbene vi siano state alcune critiche sull'uso proposto dei fondi dei contribuenti per un'impresa privata, il consiglio comunale ha infine approvato una misura per la concessione dei fondi.